# 2026 у науці
Ця стаття присвячена головним науковим подіям у галузі науки у 2026 році.

## Очікувані події

### Космічні запуски
У 2026 очікуються наступні пілотовані космічні місії:
- Артеміда-2 — пілотована місія NASA, в ході якої астронавти на космічному кораблі Оріон здійснять обліт Місяця.
- Gaganyaan-4 — перша пілотована індійська космічна місія.
- Vast-1 — пілотований політ на першу приватну космічну станцію Haven-1, яку компанія Vast планує запустити в 2026-му році[1].

Крім цього, у 2026 очікується запуск безпілотних космічних дослідницьких місій. Зокрема, до запуску плануються
- Космічні телескопи:
  - Сюньтянь
  - PLATO